# Sigismund Anton von Hohenwart
Sigismund Anton von Hohenwart S.J. (Gerlachstein, 2 de maio de 1730 — Viena, 30 de junho de 1820) foi um nobre e sacerdote católico austríaco, arcebispo de Viena.

## Biografia
Filho dos condes de Hohenwart, ingressou na Ordem dos Jesuítas aos 16 anos de idade. Em 1758, graduou-se em Teologia pela Universidade de Graz e passando a lecionar em Trieste e Laibach.
Sigismund ordenou-se sacerdote em 1759 e, em 1761, passou a lecionar no Theresianum de Viena. Em 1778, foi enviado para Florença, como preceptor do futuro Francisco II e de seus irmãos. Em 1792 foi nomeado bispo de Trieste e, em 1794, bispo de Sankt Pölten. Foi nomeado arcebispo de Viena em 29 de abril de 1803, pelo imperador Francisco II, função confirmada pelo papa Pio VII em 20 de junho daquele ano.
Descrito como um homem extremamente caridoso, o arcebispo demonstrava grande interesse pelos assuntos de sua diocese, realizando diversas visitas pastorais, promovendo o trabalho dos redentoristas e mequitaristas em Viena e apoiando Clemente Maria Hofbauer.
Sigismund foi um feroz opositor de Napoleão I, e apenas em 1809, contra a sua vontade, assinou um decreto de paz com o agressor estrangeiro. Em 11 de março 1810, também contrariado, ele teve de celebrar, na igreja de Santo Agostinho, o casamento da arquiduquesa Maria Luísa com o imperador francês.